# High on Crack Street: Lost Lives in Lowell
High on Crack Street: Lost Lives in Lowell è un documentario che segue la vita di Dicky Eklund, pugile reso famoso in seguito al match disputatosi con Sugar Ray Leonard.
High on Crack Street segue la vita del pugile e con essa parla della dipendenza da crack e delle conseguenze che ne conseguono, così che i ragazzi possano apprendere l'irripetibile fuorviata e non seguire la medesima strada di qualsivoglia tossicodipendente e nel caso specifico, dell'orgoglio di Lowell, Dicky.